# Колчак Василь Іванович
Васи́ль Іва́нович Колча́к (* 1837, Одеса — † 4 (17) квітня 1913) — військовий інженер, металург Російської імперії українського козацького походження, нащадок сотника бузького козацького війська Лук'яна Колчака і турецького воєначальника Ільяша Колчака-паші. Генерал-майор (1893). Батько адмірала Олександра Колчака.

## Біографія
Василь Іванович Колчак народився 1837 року в Одесі. Закінчив Рішельєвську гімназію.
1854 року вступив на службу юнкером у морську артилерію. 1855 року під час Севастопольської кампанії Колчака відправили конвоювати транспорт пороху з Миколаєва в Севастополь. Здавши порох у Севастополі, отримав призначення на Малахів курган, де був помічником командира батареї.
При останньому штурмі кургану 26 серпня Колчака було поранено. Французи узяли його в полон і відправили на Принцеві острови в Мармуровому морі.
Повернувшись із полону, Колчак закінчив курс в інституті гірничих інженерів. Його відрядили на уральські гірничі заводи для практичих занять металургією.
1863 року Колчака призначили на Обуховський сталеливарний завод для приймання гармат і снарядів.
Одружився пізно — на зовсім юній Ользі Іллівні Посоховій, яка в 18 років народила первістка Олександра. Згодом у сім'ї народилися ще дві дівчинки — Катерина та Любов.
1889 року, ставши генерал-майором, вийшов у відставку, але залишився на Обуховському заводі завідувачем сталепудлінгової майстерні. Служив на заводі до 1899 року.
Помер 4 квітня 1913 року.

## Праці
Автор низки спеціальних праць. Крім того, «Морской сборник» опублікував статті Колчака: «На Малаховому кургані» та «Історія Обуховського сталеливарного заводу у зв'язку з прогресом артилерійської техніки» (1894).
1904 року видано спогади Колчака про Севастопольську кампанію — «Війна та полон».